# 蔚圃
蔚圃，为清末民初陈氏住宅，后归许姓。位于江苏省扬州市广陵区，是中华人民共和国江苏省文物保护单位之一。
2011年12月30日，授予江苏省文物保护单位。